# Chaenopsis roseola
Chaenopsis roseola is een straalvinnige vissensoort uit de familie van snoekslijmvissen (Chaenopsidae). De wetenschappelijke naam van de soort is voor het eerst geldig gepubliceerd in 1981 door Hastings & Shipp.